# Ypanema decussata
Ypanema decussata är en fjärilsart som beskrevs av Godard 1824. Ypanema decussata ingår i släktet Ypanema och familjen Castniidae. Inga underarter finns listade i Catalogue of Life.